# Вламір Маркес
Вламір Маркес (порт. Wlamir Marques, нар. 16 липня 1937 — пом. 18 березня 2025) — бразильський баскетболіст. Бронзовий призер Олімпійських Ігор 1960, 1964 років, учасник 1956 року. Срібний призер Панамериканських ігор 1963 року, бронзовий призер 1955, 1959 років. Чемпіон Південної Америки 1958, 1960, 1961, 1963 років, бронзовий призер 1955 року. Чемпіон світу 1959, 1963 років. Срібний призер Чемпіонату світу 1954, 1970 років.